# Masi (Finnmark)
Pour les articles homonymes, voir Masi.
Masi en norvégien ou Máze en same du Nord est un village de la commune de Kautokeino, dans le comté de Finnmark, au Nord de la Norvège.
Le premier projet de construction de la centrale hydroélectrique d'Alta, à la fin des années 1960, prévoyait que le village serait inondé. Un important mouvement de protestation est né, connu sous le nom de controverse d'Alta.